# Ojgon nuur
L'Ojgon nuur (in mongolo: Ойгон нуур) è un lago della Mongolia occidentale, nella provincia del Zavhan, distretto di Tùdėvtėj. Si trova a un'altitudine di 1,664 metri sul livello del mare. La superficie totale del lago è di circa 61 km², ha una lunghezza di 18 km e una larghezza di 8 km, la costa si snoda per 60,2 km.